# Allein (Album)
Allein ist das fünfte Studioalbum des deutschen Rappers Capital Bra. Es erschien am 2. November 2018 in rein digitaler Form unter dem Label Team Kuku und stellt Capital Bras letzte Zusammenarbeit mit dem Label dar.

## Hintergrund
Eine Woche vor der Veröffentlichung seines vierten Soloalbums Berlin lebt im Juni 2018 gab Capital Bra bekannt, sich von seinem Label Team Kuku getrennt zu haben. Grund für die Trennung seien Meinungsverschiedenheiten. Berlin lebt sollte aber als letztes Album noch gemeinsam mit Team Kuku veröffentlicht werden. Im Juli 2018 erklärte er auf dem Song Für euch alle, dass er einen Vertrag bei Bushidos Label ersguterjunge unterschrieben habe. Der im August erschienene Track Melodien von Capital Bra mit der Berliner Rapperin Juju sowie die Fickt euch alle EP im September 2018 erschienen bereits beide über ersguterjunge.
Am 30. Oktober 2018 verkündete Capital Bra über Instagram überraschend die Veröffentlichung seines fünften Studioalbums Allein zum 2. November 2018 und betonte, dass das Album über Team Kuku und ausschließlich digital veröffentlicht würde. Grund für die Veröffentlichung unter seinem ehemaligen Label war eine noch unerfüllte Vertragsverpflichtung von Capital Bra gegenüber Team Kuku.
Für die Produktion des Albums waren bis auf eine Ausnahme ausschließlich das Duo Beatzarre & Djorkaeff sowie Lucry und Iad Aslan verantwortlich.

## Titelliste
| Nr.          | Titel                                        | Produzent(en)                           | Länge |
| ------------ | -------------------------------------------- | --------------------------------------- | ----- |
| 1.           | Selbst verdient                              | Lucry                                   | 2:31  |
| 2.           | Roli Glitzer Glitzer (feat. Luciano & Eno)   | Beatzarre, Djorkaeff                    | 4:11  |
| 3.           | Allein                                       | Tower Beatz, The Marzen G, Juanko Beats | 3:43  |
| 4.           | Maybach (feat. Bushido)                      | Beatzarre, Djorkaeff, Bushido           | 2:55  |
| 5.           | Fightclub (feat. Samra & AK Ausserkontrolle) | Iad Aslan                               | 3:57  |
| 6.           | Trikot von Turin                             | Lucry, Iad Aslan                        | 2:57  |
| 7.           | Gucci Capi Tief                              | Beatzarre, Djorkaeff                    | 3:22  |
| 8.           | Lass mal diese (feat. Olexesh)               | Beatzarre, Djorkaeff                    | 3:51  |
| 9.           | Ya Salam                                     | Beatzarre, Djorkaeff                    | 3:13  |
| 10.          | Safari (feat. Zuna)                          | Lucry                                   | 2:29  |
| 11.          | Ich liebe es (feat. Xatar & Samy)            | Beatzarre, Djorkaeff                    | 2:48  |
| 12.          | Benz Diggi (feat. Samra)                     | Lucry                                   | 2:34  |
| 13.          | Schüsse fallen (feat. Samra)                 | Beatzarre, Djorkaeff                    | 3:30  |
| Gesamtlänge: | Gesamtlänge:                                 | Gesamtlänge:                            | 41:54 |

## Charts und Chartplatzierungen
| ChartsChartplatzierungen | Höchstplatzierung | Wochen |
| ------------------------ | ----------------- | ------ |
| Deutschland (GfK)        | 2 (17 Wo.)        | 17     |
| Österreich (Ö3)          | 3 (15 Wo.)        | 15     |
| Schweiz (IFPI)           | 5 (9 Wo.)         | 9      |